# Per Sandborgh
Per Sandborgh, född 30 oktober 1945 i Katarina församling i Stockholm, är en svensk skådespelare, röstskådespelare och översättare.

## Biografi
Per Sandborgh är son till läkaren Lars Sandborgh och hans tredje hustru Margareta Englind.
Sandborgh studerade vid Statens scenskola i Stockholm 1968-1971. I början av 1970-talet ingick han i teater- och musikgruppen Fria Proteatern. Han var under sin tidiga karriär i början på 1980-talet aktiv som regissör och skådespelare främst i Norge. När han kom tillbaka till Sverige började han med att dubba tecknade TV-serier för Lasse Svensson och SVT.
Några figurer Sandborgh gett sin röst åt är Jokern (Batman: The Animated Series), Top Cat (Top Cat), Sigge McKvack, Guld-Ivar Flinthjärta (Ducktales), Gammelsmurfen och Klumpsmurfen (Smurfarna), Hjalmar (Kurage, den hariga hunden), Penfold (Dundermusen) och Egon Spengler (The Real Ghostbusters). Han gjorde även den svenska rösten till Homer Simpson i den kortvariga svenska dubbningen av Simpsons i början av 1990-talet. Utöver att ha gett ut sin röst till många figurer har Sandborgh arbetat med översättningen till många tecknade serier, filmer och även böcker.
Sandborgh var under en period på 1990-talet speaker-röst åt TV4, därav smeknamnet "TV4-mannen".

## Familj
Sandborgh har tillsammans med Annica Smedius sonen Emil Smedius och dottern Matilda Smedius. Barnen är båda röstskådespelare.

## Filmografi (urval)
| År        | Titel                                         | Notering |
| --------- | --------------------------------------------- | -------- |
| 1974      | Gustav III                                    |          |
| 1979      | Godnatt, jord                                 |          |
| 1979      | Selambs                                       | TV-serie |
| 1981-1983 | Spider-Man and His Amazing Friends            | röst     |
| 1981-1989 | Smurfarna                                     | röst     |
| 1981-1992 | Dundermusen                                   | röst     |
| 1983-1986 | Kommissarie Gadget                            | röst     |
| 1983-1985 | Drakar & Demoner                              | röst     |
| 1983      | Bananmannen                                   | röst     |
| 1984-1989 | Snorklarna                                    | röst     |
| 1984-1987 | The Transformers                              | röst     |
| 1985-1986 | MASK                                          | röst     |
| 1985      | Vägen till Gyllenblå!                         |          |
| 1986-1991 | The Real Ghostbusters                         | röst     |
| 1986-1988 | Dennis                                        | röst     |
| 1986      | Asterix och britterna                         | röst     |
| 1987-1990 | Ducktales                                     | röst     |
| 1987      | Träff i helfigur                              |          |
| 1988      | Kråsnålen                                     |          |
| 1989-1990 | Piff och Puff – Räddningspatrullen            | röst     |
| 1989      | The Simpsons                                  | röst     |
| 1991-2004 | Rugrats                                       | röst     |
| 1992-1995 | Batman: The Animated Series                   | röst     |
| 1993      | Sökarna                                       |          |
| 1993-1994 | Bonkers                                       | röst     |
| 1993      | Batman möter mörkrets hämnare                 | röst     |
| 1993      | Transformers: Generation 2                    | röst     |
| 1994-1995 | Montana Jones                                 | röst     |
| 1996      | Skilda världar                                |          |
| 1997      | Opportunus                                    |          |
| 1998      | Handelsresande i liv                          |          |
| 1998      | Dr. Dolittle                                  | röst     |
| 1998      | The Rugrats Movie                             | röst     |
| 1998      | Babe – en gris kommer till stan               | röst     |
| 2000      | Rugrats in Paris: The Movie                   | röst     |
| 2000      | Batman in i framtiden - Jokerns återkomst     | röst     |
| 2002      | Karlsson på taket                             | röst     |
| 2002      | He-Man and the Masters of the Universe        | röst     |
| 2003      | Rugrats i vildmarken                          | röst     |
| 2003      | Batman: Mysteriet med Batwoman                | röst     |
| 2003-2008 | Tutenstein                                    | röst     |
| 2004      | The Batman                                    | röst     |
| 2005      | Wallace & Gromit: Varulvskaninens förbannelse | röst     |
| 2005-2008 | Ben 10                                        | röst     |
| 2006      | Sök                                           |          |
| 2007      | Bee Movie                                     | röst     |
| 2008      | The Legend of Spyro: Dawn of the Dragon       | röst     |
| 2009      | Hannah Montana: The Movie                     | röst     |
| 2009      | Monsters vs. Aliens                           | röst     |
| 2015      | Asterix - Gudarnas hemvist                    | röst     |
| 2017      | Ducktales                                     | röst     |
| 2019      | Toy Story 4                                   | röst     |
| 2019      | Asterix: Den Magiska Drycken                  | röst     |

## Teater

### Roller (ej komplett)
| År   | Roll    | Produktion                                       | Regi          | Teater       |
| ---- | ------- | ------------------------------------------------ | ------------- | ------------ |
| 1985 | Ogkanta | Fantomen Urban Wrethagen och Peter Emanuel Falck | Karin Falck   | Scalateatern |
| 1991 |         | Zorba! Fred Ebb, John Kander och Joseph Stein    | Georg Malvius | Riksteatern  |
| 2008 | Horatio | Hamlet William Shakespeare                       | David Wall    |              |